# Вера Пагава
Вера Пагава е грузинска художничка, живяла и творила в Париж.

## Биография
Вера Пагава е родена на 27 февруари 1907 г. в Тбилиси, Грузия. Баща ѝ е адвокат, а майка ѝ – учител. Заедно със семейството си се мести в Германия през 1920 година, месеци преди Грузия да стане част от СССР. По-късно се установяват в Париж през 1923 г. и Вера изучава рисуване при Андре Лот.
По време на Втората световна война тя е медицинска сестра във военни болници. Междувременно започва да излага и продава първите си творби в Париж. Създава и стъклени композиции и големи стенни рисунки. Една от стените на павилиона на Ватикана на Експо 56 през 1958 година в Брюксел е нейна.
Нейни творби са изложени на Международната изложба в Питсбург през 1952 година.
Вера Пагава умира на 25 март 1988 г. в Париж на 81 години. През 1991 година се основава „Културна асоциация Вера Пагава“ в Париж. Нейна ретроспективна изложба е показана в Тбилиси през 2012 година. Нейни картини могат да се видят в Център Помпиду в Париж.